# Shin Hirayama
En aquest nom japonès, el cognom és Hirayama.
Shin Hirayama (japonès: 平山信)  (Tòquio, 10 de juny de 1867 - Suwa, 6 de febrer de 1945) va ser un astrònom japonès.

## Biografia
Segon fill d'un guàrdia del Shōgun, va estudiar a la Universitat Imperial de Tòquio. Després d'haver acabat els cursos d'astronomia, va ser enviat en 1890 pel govern japonès a Europa per continuar els seus estudis. Va ser primer a Anglaterra i després a Alemanya, on va seguir nombrosos cursos i seminaris a Berlín i Leipzig. Va treballar en l'Observatori de Potsdam, on va col·laborar amb Karl Schwarzschild, llavors docent privat de la Universitat de Berlín.
Va tornar al Japó en 1895, on va ser nomenat professor d'astronomia a la Universitat Imperial de Tòquio. El 1919 es va convertir en Director de l'Observatori Astronòmic de Tòquio, contribuint a la realització d'un altre observatori més gran a Mitaka. Durant la seva presidència de la secció Astronòmica de la Junta Nacional Japonesa de Recerca va afavorir la cooperació internacional en els estudis astronòmics i va participar en diversos congressos de la UAI, inclòs el celebrat a Roma el 1922.

## Contribucions científiques
Va estudiar les taques solars, recollint dades també de les observacions d'antics astrònoms xinesos, i publicant, entre uns altres, un article sobre l'absorció i la dispersió en l'atmosfera solar. Va participar en algunes expedicions d'estudi sobre eclipsis solars.
Gran part de la el seu treball de recerca va estar dedicat a l'estudi dels trànsits meridians mitjançant l'ús de fotografies. Va observar els asteroides del cinturó principal (498) Tòquio i (727) Nipponia; encara que no havent determinat les òrbites, el descobriment va ser atribuït a uns altres.

## Eponimia
- El cràter lunar Hirayama porta aquest nom en la seva memòria, honor compartit amb el també astrònom japonès del mateix cognom Kiyotsugu Hirayama (1874-1943).[2]